# Luncavița, Tulcea
Luncavița este satul de reședință al comunei cu același nume din județul Tulcea, Dobrogea, România. Se află în partea de nord-est a județului, în Lunca Dunării.

## Istoric
Pe teritoriul localității a fost descoperită o cetate din perioada romano-bizantină, care nu a fost
investigată amănunțit.

## Legături externe
- Comuna Luncavița - site oficial, accesat pe 20 decembrie 2014
- Localitatea Luncavița - județul Tulcea - www.info-delta.ro Arhivat în 24 iulie 2012, la Wayback Machine.